# Трайдук Микола Федорович
Трайду́к Мико́ла Фе́дорович; ВР України, член фракції «Блок Юлії Тимошенко» (листопад 2007 — вересень 2010), член Комітету з питань державного будівництва та місцевого самоврядування (з грудня 2007); Дзержинська районна у місті Кривому Розі, голова.

## Життєпис
Народився 6 серпня 1951 (місто Челябінськ, Росія), помер 20 жовтня 2016 (місто Київ, Україна).
Освіта: Дніпропетровський інженерно-будівельний інститут (1974), «Виробництво будівельних виробів»; Академія суспільних наук при ЦК КПРС (1988), «Партійне та радянське будівництво».
- 1975–1980 — майстер, начальник цеху об'єднання «Криворіжзалізобетон», Дніпропетровська область.
- 1980–1991 — на партійній роботі.
- 1991–2000 — генеральний директор ТОВ «Промпобуткомфорт», м. Кривий Ріг.
- 2000 — заступник Криворізького міського голови.
- 2000–2002 — голова Дзержинського районного виконавчого комітету Криворізької міської ради.
- 2002–2007 — голова Дзержинської районної у м. Кривому Розі ради.

## Парламентська діяльність
Народний депутат України 6-го скликання з листопада 2007 від Блоку Юлії Тимошенко, № 152 в списку. На час виборів: голова Дзержинської районної у місті Кривому Розі ради, член ВО «Батьківщина».
Березень 2006 — кандидат в народні депутати України від Народного блоку Литвина, № 311 в списку. На час виборів: голова Дзержинської районної у місті Кривому Розі ради, член НП.
10 серпня 2012 року після голосування у другому читанні Закону України «Про засади державної мовної політики», який суперечить Конституції України, не має фінансово-економічного обґрунтування і спрямований на знищення української мови, попросив зарахувати його голос «за». Закон було прийнято із порушеннями регламенту.